# IEEE 1613
IEEE 1613은 전력 서브스테이션 내의 통신 네트워크 기기에 대한 환경적 요구조건 및 테스트 요구조건을 상술하는 IEEE 표준이다.